# Lijst van personen overleden in april 2024
Dit is een lijst van bekende personen die zijn overleden in april 2024.

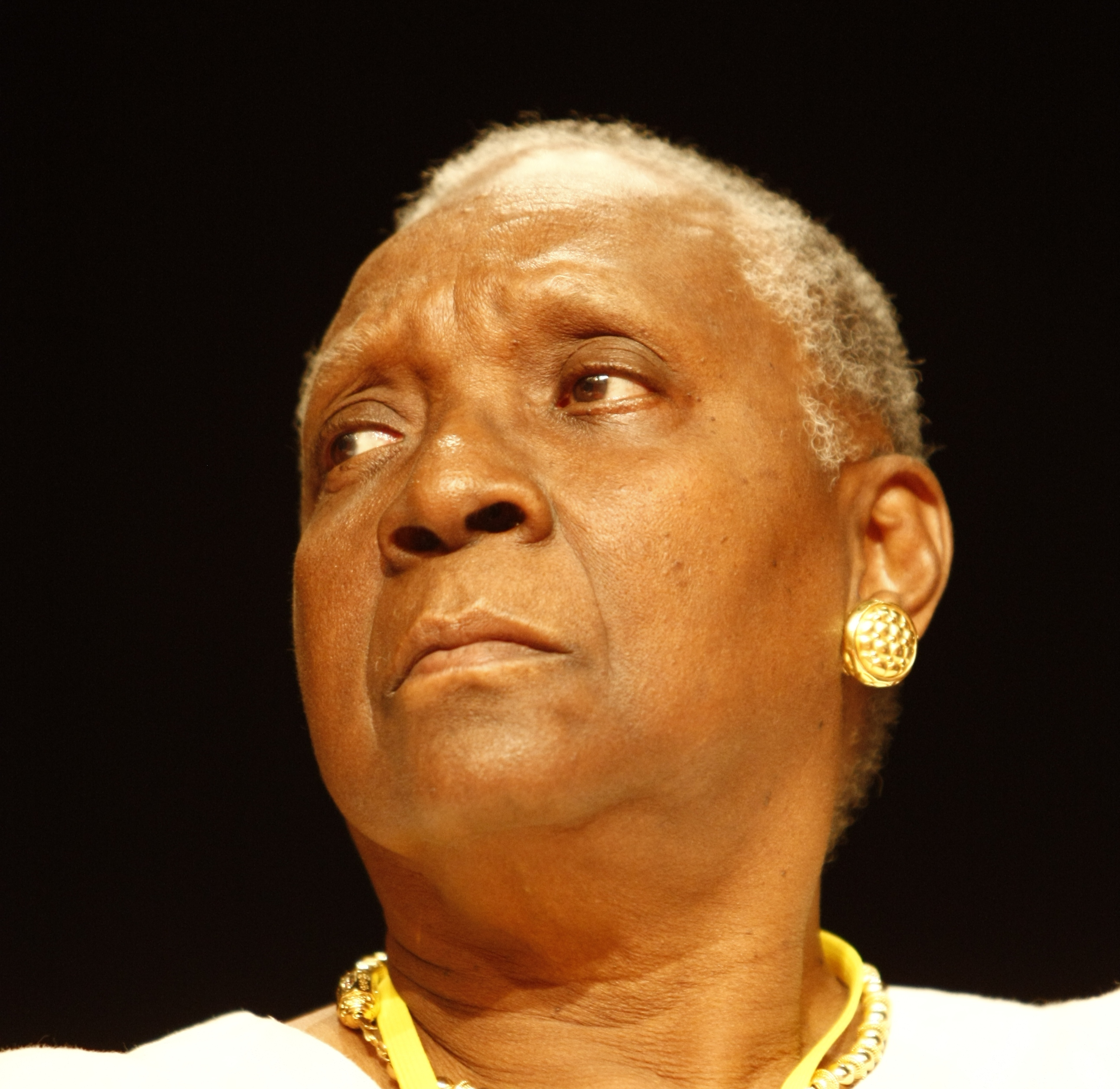
Maryse Condé
2 april

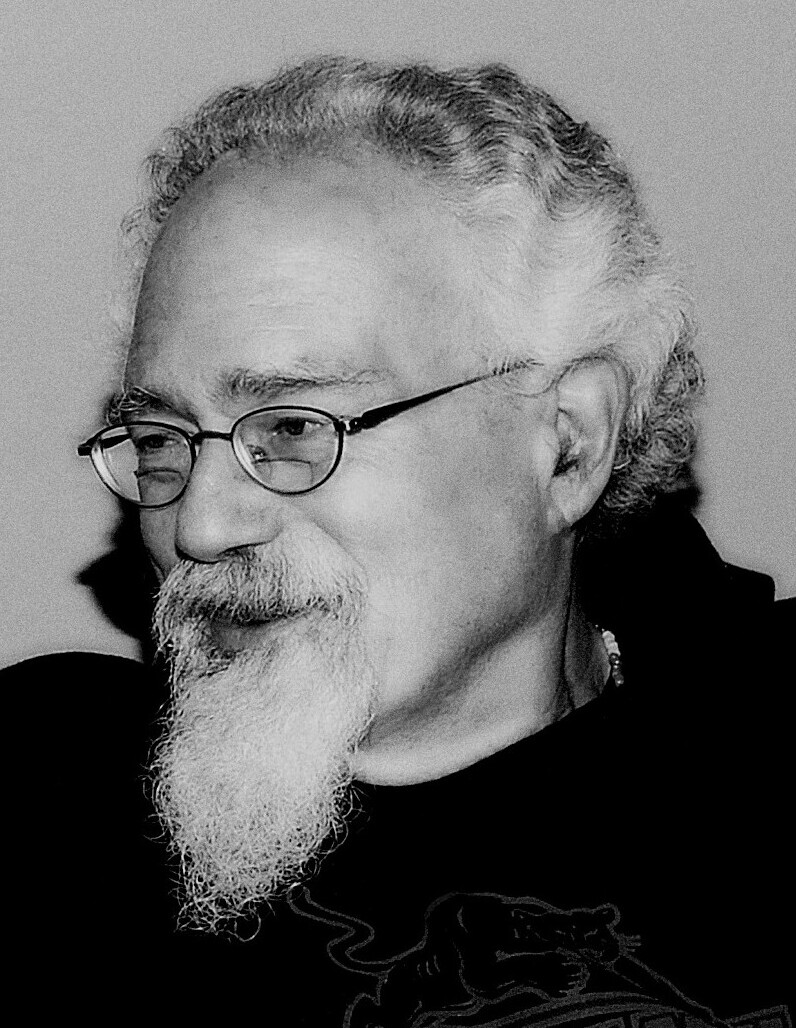
John Sinclair
2 april

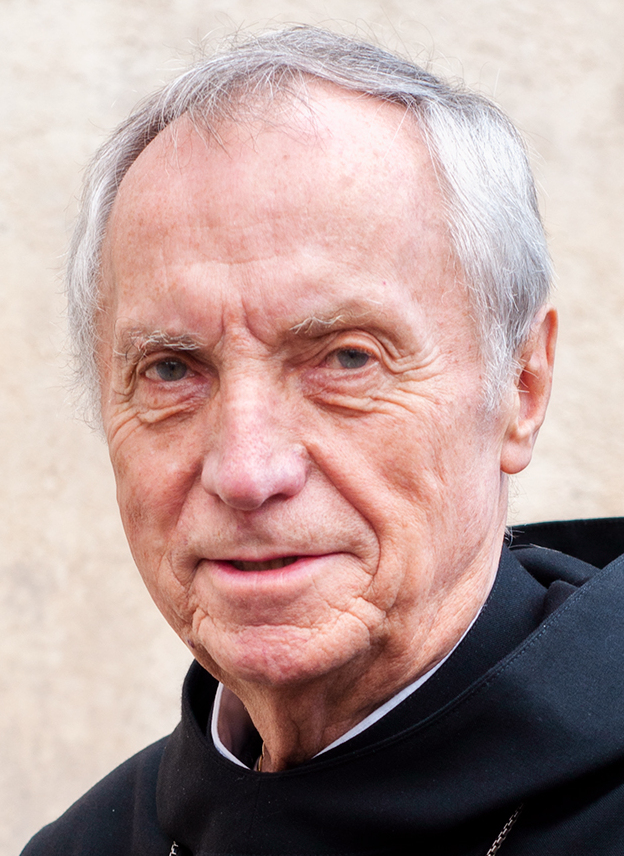
Notker Wolf
2 april

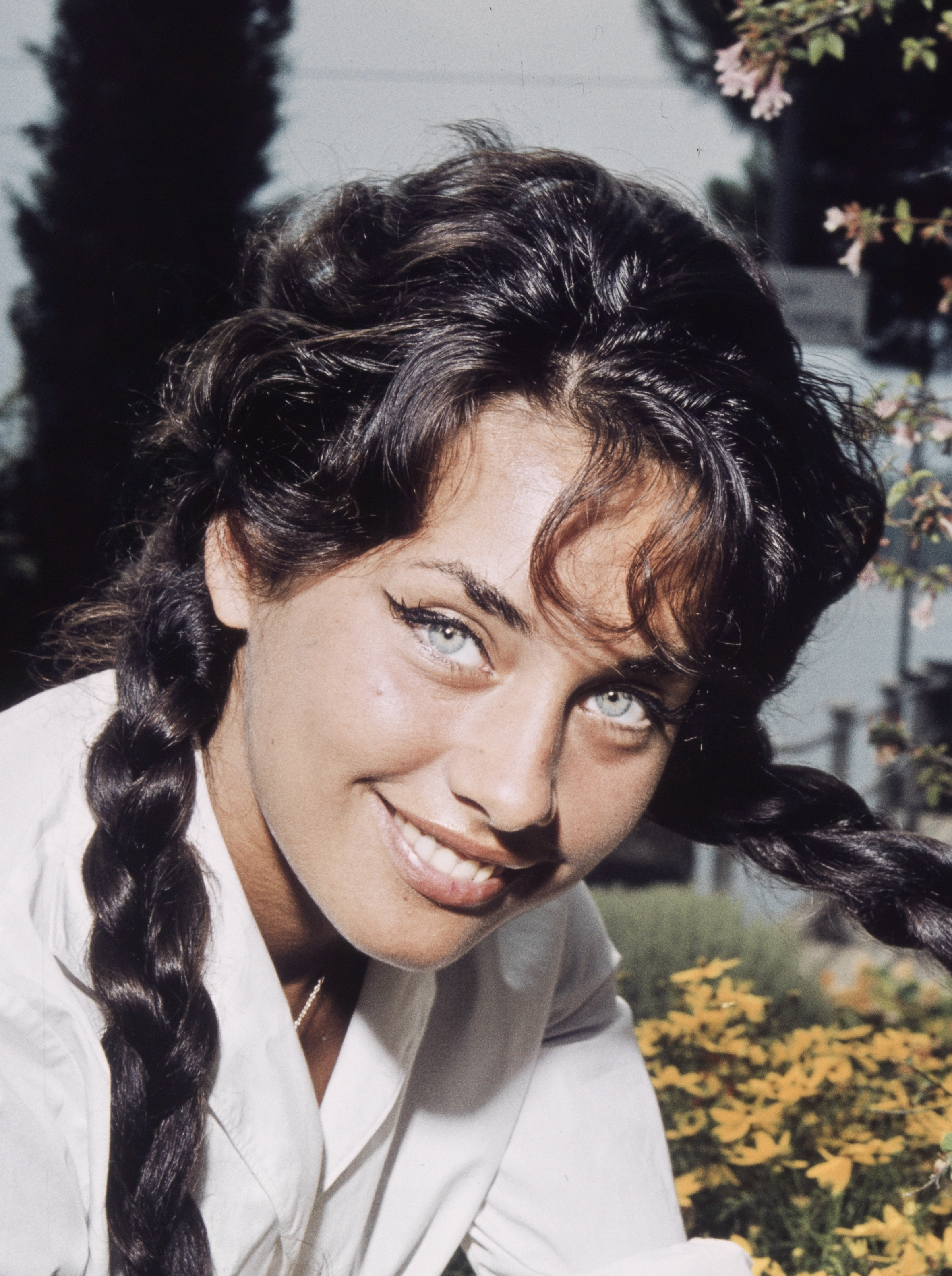
Vera Tschechowa
3 april

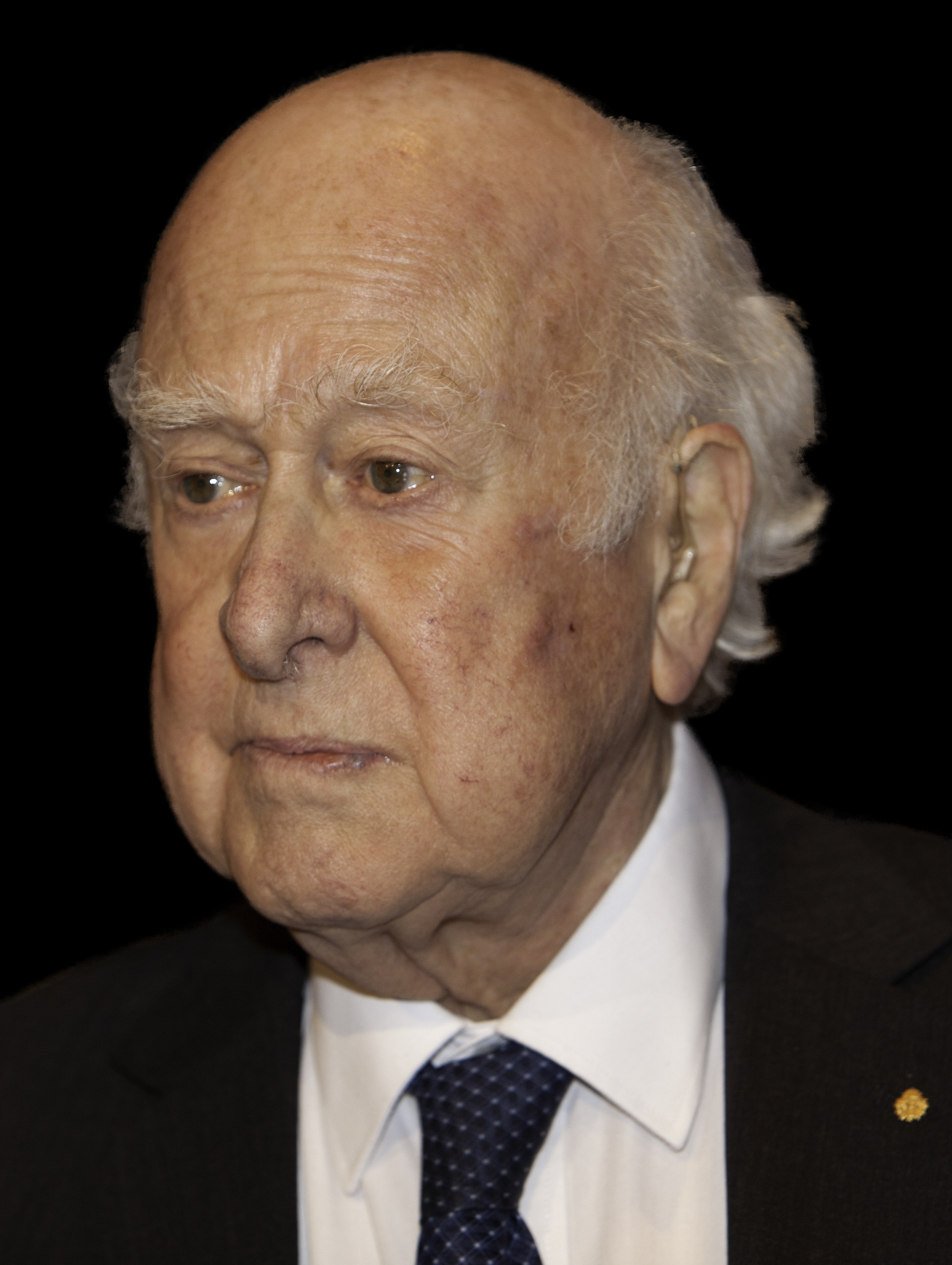
Peter Higgs
8 april

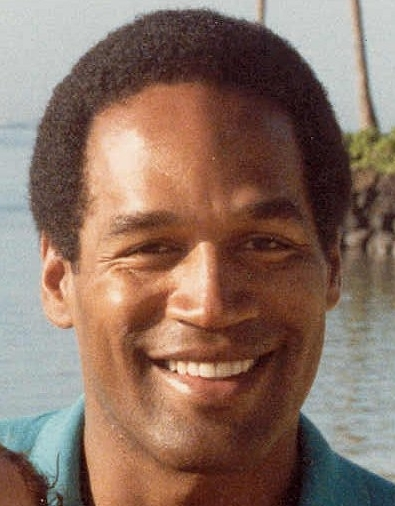
O.J. Simpson
10 april

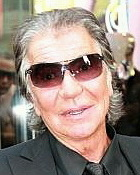
Roberto Cavalli
12 april

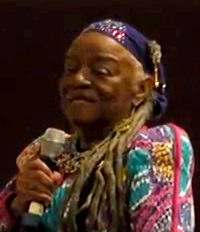
Faith Ringgold
13 april

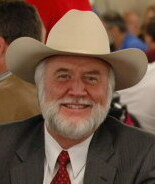
Crandell Addington
14 april

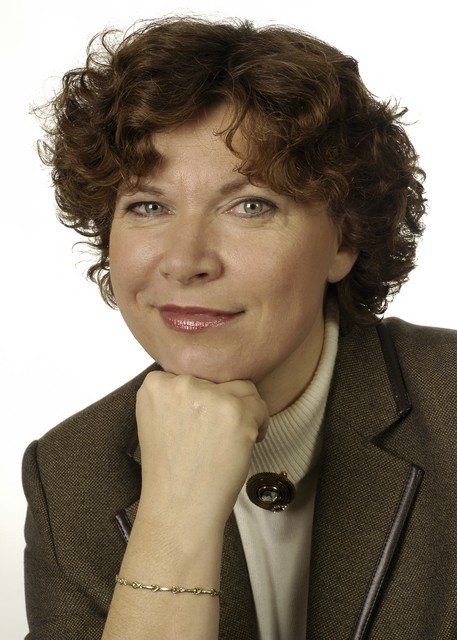
Ursie Lambrechts
15 april

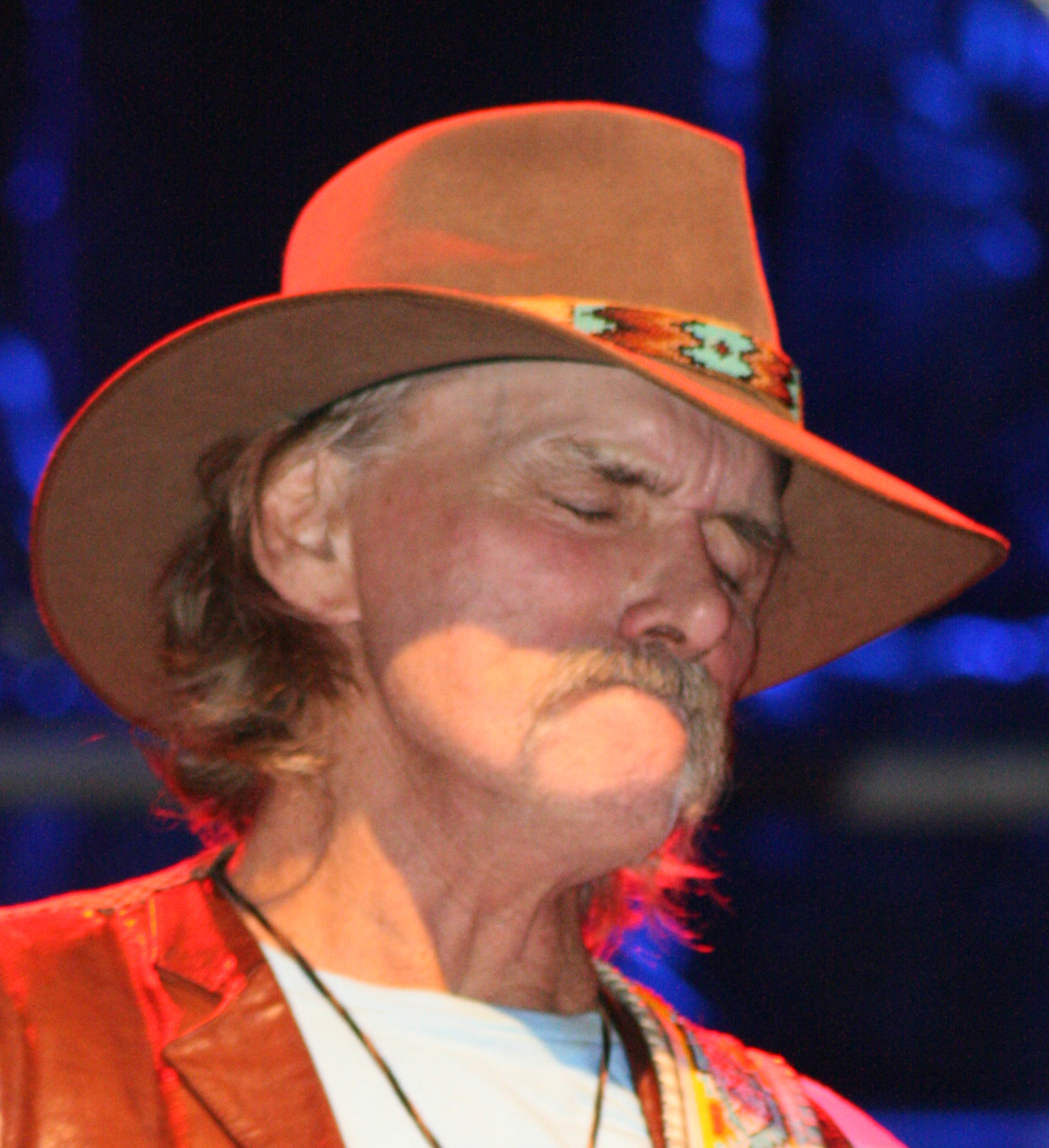
Dickey Betts
18 april

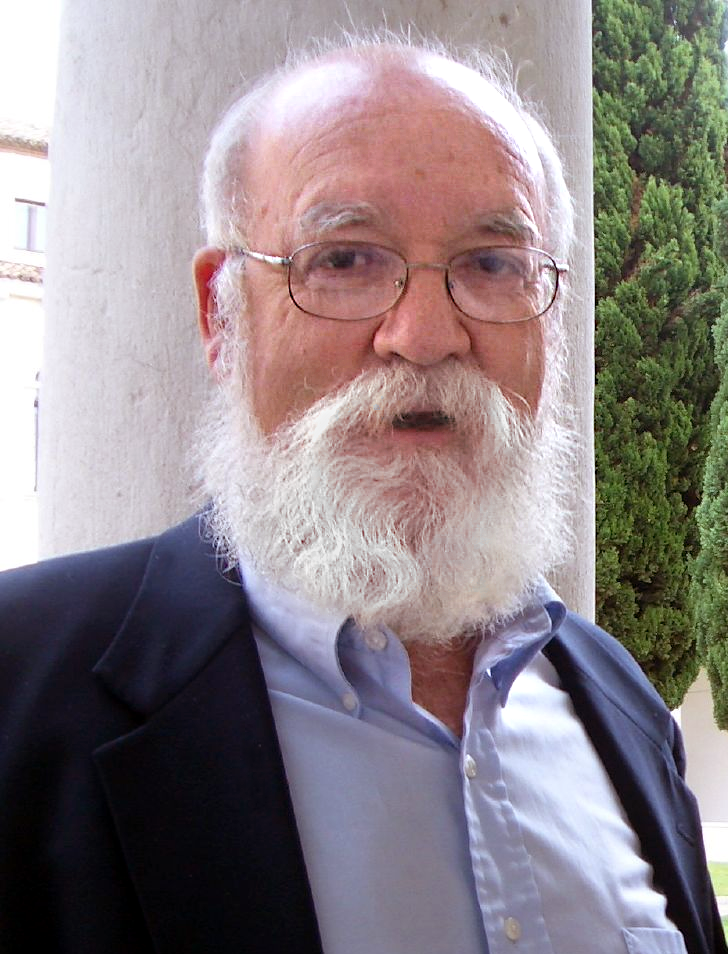
Daniel Dennett
19 april

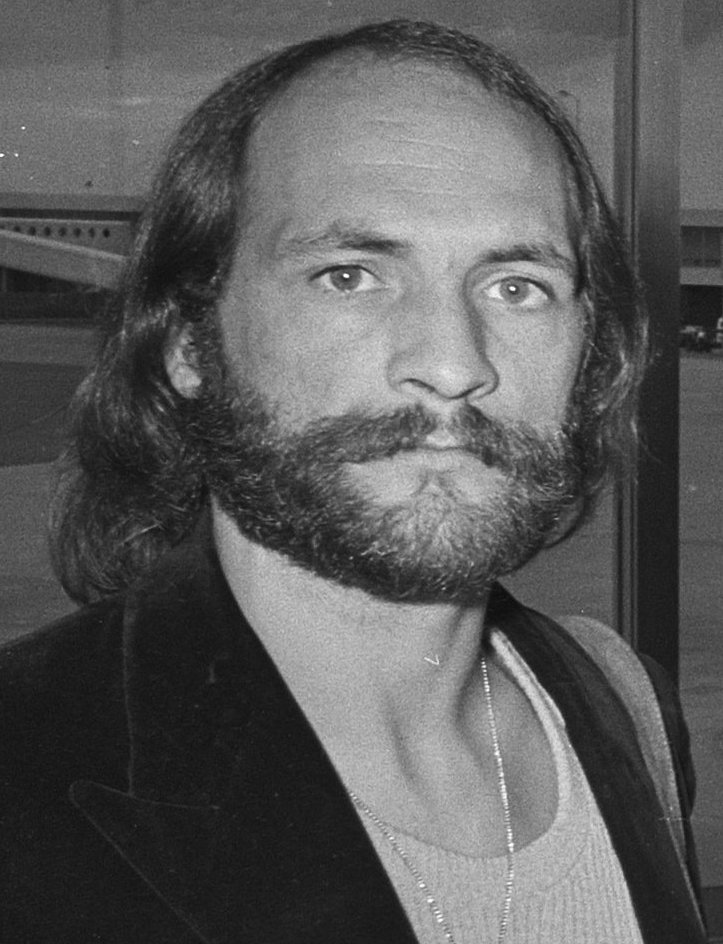
Mike Pinder
24 april

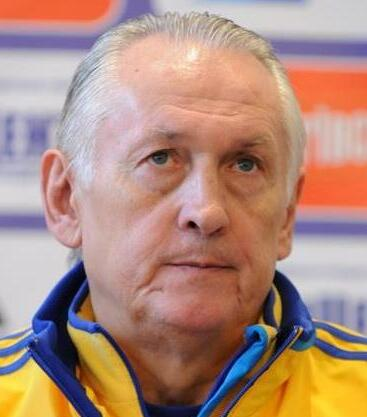
Mychajlo Fomenko
29 april

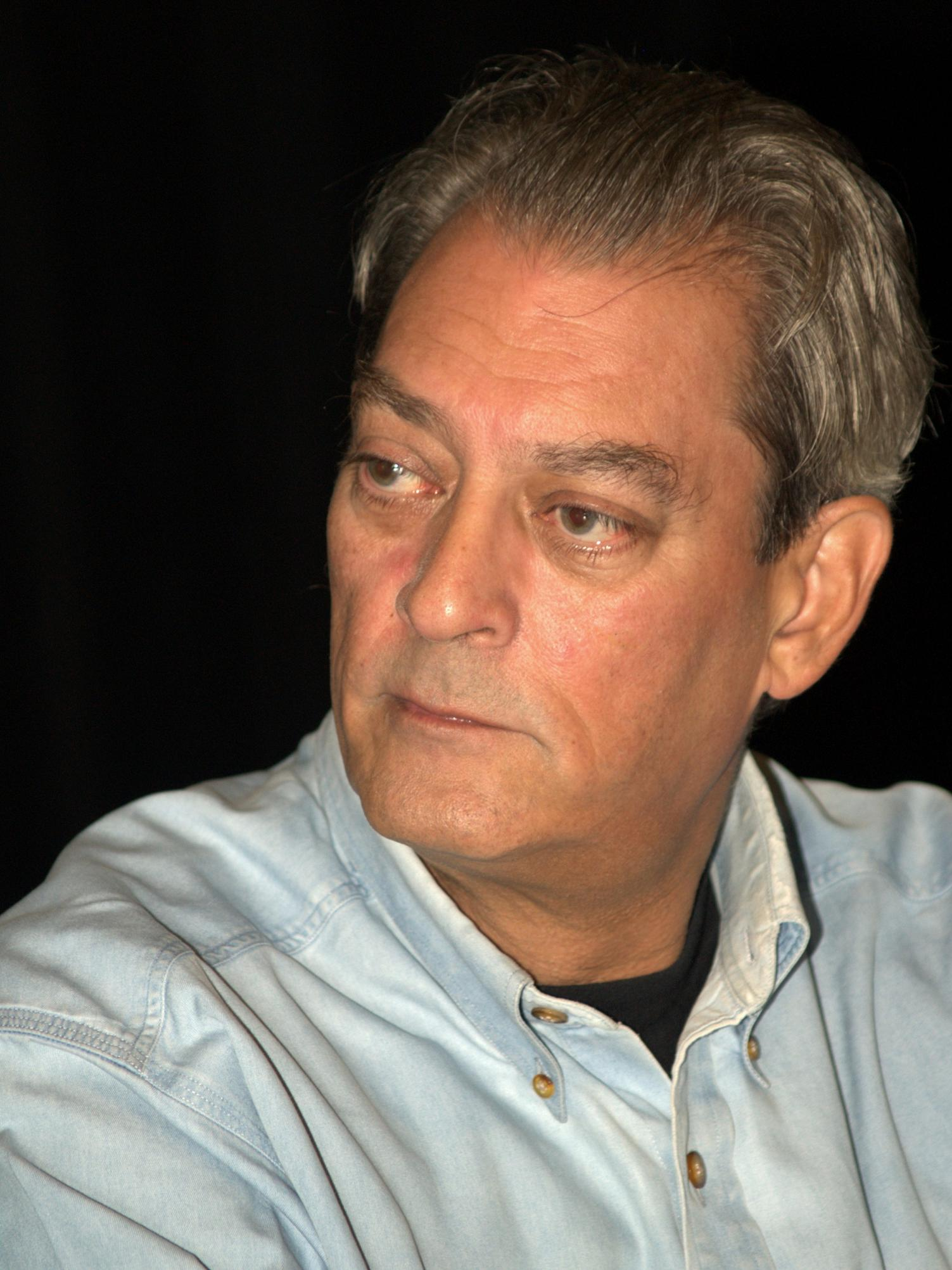
Paul Auster
30 april

| 1 | 2 | 3 | 4 | 5 | 6 | 7 | 8 | 9 | 10 | 11 | 12 | 13 | 14 | 15 | 16 | 17 | 18 | 19 | 20 | 21 | 22 | 23 | 24 | 25 | 26 | 27 | 28 | 29 | 30 |
| - | - | - | - | - | - | - | - | - | -- | -- | -- | -- | -- | -- | -- | -- | -- | -- | -- | -- | -- | -- | -- | -- | -- | -- | -- | -- | -- |

### 1 april
- Aureli Argemí i Roca (88), Spaans theoloog, monnik en politicus[1]
- Peter Calicher (72), Nederlands toetsenist[2]
- Sue Chaloner (71), Brits-Nederlands zangeres[3]
- Phil Delire (68), Belgisch muziekproducent[4]
- Alejandro Semenewicz (74), Argentijns voetballer[5]

### 2 april
- John Barth (93), Amerikaans schrijver[6]
- Maryse Condé (90), Frans schrijfster[7]
- Juan Vicente Pérez Mora (114), Venezolaans supereeuweling[8]
- John Sinclair (82), Amerikaans dichter[9]
- Notker Wolf (83), Duits benedictijn en hardrockgitarist[10]
- Jaap Wolterbeek (80), Nederlands fotograaf[11]

### 3 april
- Luke Fleurs (24), Zuid-Afrikaans voetballer[12]
- Tootie Heath (88), Amerikaans jazzdrummer[13]
- Vitus Huonder (81), Zwitsers bisschop[14]
- Kalevi Kiviniemi (65), Fins concertorganist[15]
- Gaetano Pesce (84), Italiaans architect en designer[16]
- Vera Tschechowa (Vera Rust) (83), Duits actrice, regisseur en producer[17]

### 4 april
- Bruce Kessler (88), Amerikaans autocoureur en film- en televisieregisseur[18]
- Bob Luiten (79), Nederlands basgitarist en sekshuisexploitant[19]

### 5 april
- Furio Cardoni (75), Luxemburgs voetballer[20]
- Jan Commandeur (69), Nederlands kunstenaar[21]
- Harry Dikmans (96), Nederlands acteur en sneltekenaar[22]
- Willem Frijhoff (81), Nederlands hoogleraar en historicus[23]
- Gwij Mandelinck (Guido Haerynck) (87), Belgisch dichter[24]
- Phil Nimmons (100), Canadees jazzklarinettist en -componist[25]
- Peter Sodann (87), Duits acteur[26]
- Joos Truijen (79), Nederlands burgemeester[27]

### 6 april
- Dinh Q. Lê (56), Vietnamees-Amerikaans kunstfotograaf[28]
- Philip Wagner (61), Nederlands econoom, hoogleraar en ondernemer[29]

### 7 april
- Edgar Burcksen (76), Nederlands-Amerikaans filmeditor[30]
- Marcel Boisard (84), Zwitsers diplomaat[31]
- Pat Hennen (70), Amerikaans motorcoureur[32]
- Clarence 'Frogman' Henry (87), Amerikaans zanger[33]
- Joe Kinnear (77), Iers voetballer en voetbaltrainer[34]

### 8 april
- Yorick Blumenfeld (91), Nederlands-Brits schrijver[35]
- Jaak Gabriëls (80), Belgisch politicus[36]
- Peter Higgs (94), Brits natuurkundige en Nobelprijswinnaar[37]
- Christiane Scrivener (98), Frans politica[38]
- Aleksej Tsatevitsj (34), Russisch wielrenner[39]
- Paul Wessels (77), Nederlands politicus[40]

### 9 april
- Vladimir Aksjonov (89), Russisch kosmonaut[41]
- Terto (Tertuliano Severiano dos Santos) (77), Braziliaans voetballer[42]
- Max Werner (70), Nederlands zanger en drummer[43]

### 10 april
- Ganchoegiyn Poerevbat (59), Mongools schilder en kunstverzamelaar[44]
- O.J. Simpson (76), Amerikaans American-footballspeler en acteur[45]

### 11 april
- Bennie Slaats (81), Nederlands voetballer[46]
- Shigeharu Ueki (69), Japans voetballer[47]

### 12 april
- Roberto Cavalli (83), Italiaans modeontwerper[48]
- Eleanor Coppola (87), Amerikaans filmregisseuse en filmmaakster[49]
- Olga Fikotová (91), Tsjecho-Slowaaks-Amerikaans atlete[50]
- Robert MacNeil (93), Canadees-Amerikaans journalist[51]
- Jef Reynders (94), Belgisch zwemmer[52]
- Ben Schellekens (86), Nederlands burgemeester[53]

### 13 april
- Faith Ringgold (93), Amerikaans kunstenares[54]

### 14 april
- Crandell Addington (85), Amerikaans ondernemer en pokerspeler[55]
- Calvin Keys (82), Amerikaans jazzmuzikant[56]
- Beverly LaHaye (94), Amerikaans schrijfster[57]
- Luciano Sušanj (75), Kroatisch politicus en atleet[58]

### 15 april
- Bernd Hölzenbein (78), Duits voetballer[59]
- Ursie Lambrechts (68), Nederlands politica[60]
- Josip Manolić (104), Kroatisch politicus[61]
- Pedro Rubiano Sáenz (91), Colombiaans kardinaal[62]
- Pooch Tavares (Arthur Paul Tavares) (81), Amerikaans zanger[63]

### 16 april
- Jaap Bakker (92), Nederlands jurist en staatsraad[64]
- Hub Bisschops (90), Nederlands voetballer[65][66]
- Jacques Cooper (93), Frans industrieel ontwerper[67]
- Rodney Gould (81), Brits motorcoureur[68]
- Hans Hartog (82), Nederlands ondernemer[69]
- Wichart von Roëll (87), Duits acteur[70]
- Josep Maria Terricabras i Nogueras (77), Spaans filosoof en politicus[71]

### 17 april
- Per Henriksen (72), Noors voetballer[72]
- Peter Lens (92), Nederlands televisiedokter[73]

### 18 april
- Dickey Betts (80), Amerikaans zanger en gitarist[74]
- Jack Green (73), Brits songwriter, gitarist, zanger en filmproducent[75]

### 19 april
- Daniel Dennett (82), Amerikaans filosoof[76]
- Muhammed Faris (72), Syrisch militair en ruimtevaarder[77]
- Siegfried Kirschen (80), Oost-Duits voetbalscheidsrechter[78]

### 20 april
- Jean-Marie Aerts (72), Belgisch muzikant[79]
- Andrew Davis (80), Brits dirigent[80]
- Bob Goudzwaard (90), Nederlands econoom en politicus[81]
- Gediminas Kirkilas (72), Litouws politicus[82]

### 21 april
- Terry A. Anderson (76), Amerikaans journalist en gijzelaar[83]

### 22 april
- Jan Daniels (97), Nederlands politicus[84]
- Philippe Laudenbach (88), Frans acteur[85]
- Michael Verhoeven (85), Duits filmregisseur en scenarioschrijver[86]

### 23 april
- Terry Carter (John Everett DeCoste) (95), Amerikaans acteur[87]
- Robert H. Dennard (91), Amerikaans ingenieur en uitvinder[88]
- Henk Jongerius (82), Nederlands prior en tekstdichter[89]
- Yukio Kasaya (80), Japans schansspringer[90]
- Rene Saguisag (84), Filipijns politicus[91]

### 24 april
- Rudolf Mitteregger (79), Oostenrijks wielrenner[92]
- Mike Pinder (82), Brits toetsenist en zanger[93]

### 25 april
- Laurent Cantet (63), Frans regisseur, scenarioschrijver en cameraman[94]

### 26 april
- Jet Bruinsma (83), Nederlands journalist[95]
- Om Fahad (29), Iraaks influencer[96]
- Hans Koot (72), Nederlands wielrenner[97]
- Wim Kozijn (83), Nederlands politicus[98]
- Frans Moree (86), Nederlands burgemeester[99]

### 27 april
- Boudewijn de Geer (68), Nederlands voetballer[100]

### 28 april
- William Calley (80), Amerikaans luitenant en  oorlogsmisdadiger[101]
- Brian McCardie (59), Brits acteur[102]
- Gilberto Noletti (82), Italiaans voetballer[103]
- Alan Scarfe (77), Brits-Canadees acteur[104]

### 29 april
- Pieter Baas (80), Nederlands botanicus en hoogleraar[105]
- Wally Dallenbach (87), Amerikaans autocoureur[106]
- Mychajlo Fomenko (75), Oekraïens voetballer en voetbalcoach[107]
- Daniel Kramer (91), Amerikaans fotograaf[108]
- Dingaan Thobela (57), Zuid-Afrikaans bokser[109]

### 30 april
- Paul Auster (77), Amerikaans schrijver[110]
- Duane Eddy (86), Amerikaans gitarist[111]

### Datum onbekend
- Akebono (Akebono Taro) (54), Amerikaans-Japans sumoworstelaar[112]
- Noel Ratcliffe (79), Australisch golfer[113]

januari· februari· maart· april· mei· juni· juli· augustus· september· oktober· november· december
1900 ·
1901 ·
1902 ·
1903 ·
1904 ·
1905 ·
1906 ·
1907 ·
1908 ·
1909 ·
1910 ·
1911 ·
1912 ·
1913 ·
1914 ·
1915 ·
1916 ·
1917 ·
1918 ·
1919 ·
1920 ·
1921 ·
1922 ·
1923 ·
1924 ·
1925 ·
1926 ·
1927 ·
1928 ·
1929 ·
1930 ·
1931 ·
1932 ·
1933 ·
1934 ·
1935 ·
1936 ·
1937 ·
1938 ·
1939 ·
1940 ·
1941 ·
1942 ·
1943 ·
1944 ·
1945 ·
1946 ·
1947 ·
1948 ·
1949 ·
1950 ·
1951 ·
1952 ·
1953 ·
1954 ·
1955 ·
1956 ·
1957 ·
1958 ·
1959 ·
1960 ·
1961 ·
1962 ·
1963 ·
1964 ·
1965 ·
1966 ·
1967 ·
1968 ·
1969 ·
1970 ·
1971 ·
1972 ·
1973 ·
1974 ·
1975 ·
1976 ·
1977 ·
1978 ·
1979 ·
1980 ·
1981 ·
1982 ·
1983 ·
1984 ·
1985 ·
1986 ·
1987 ·
1988 ·
1989 ·
1990 ·
1991 ·
1992 ·
1993 ·
1994 ·
1995 ·
1996 ·
1997 ·
1998 ·
1999 ·
2000 ·
2001 ·
2002 ·
2003 ·
2004 ·
2005 ·
2006 ·
2007 ·
2008 ·
2009 ·
2010 ·
2011 ·
2012 ·
2013 ·
2014 ·
2015 ·
2016 ·
2017 ·
2018 ·
2019 ·
2020 ·
2021 ·
2022 ·
2023 ·
2024 ·
2025